# دریاچه وستوک

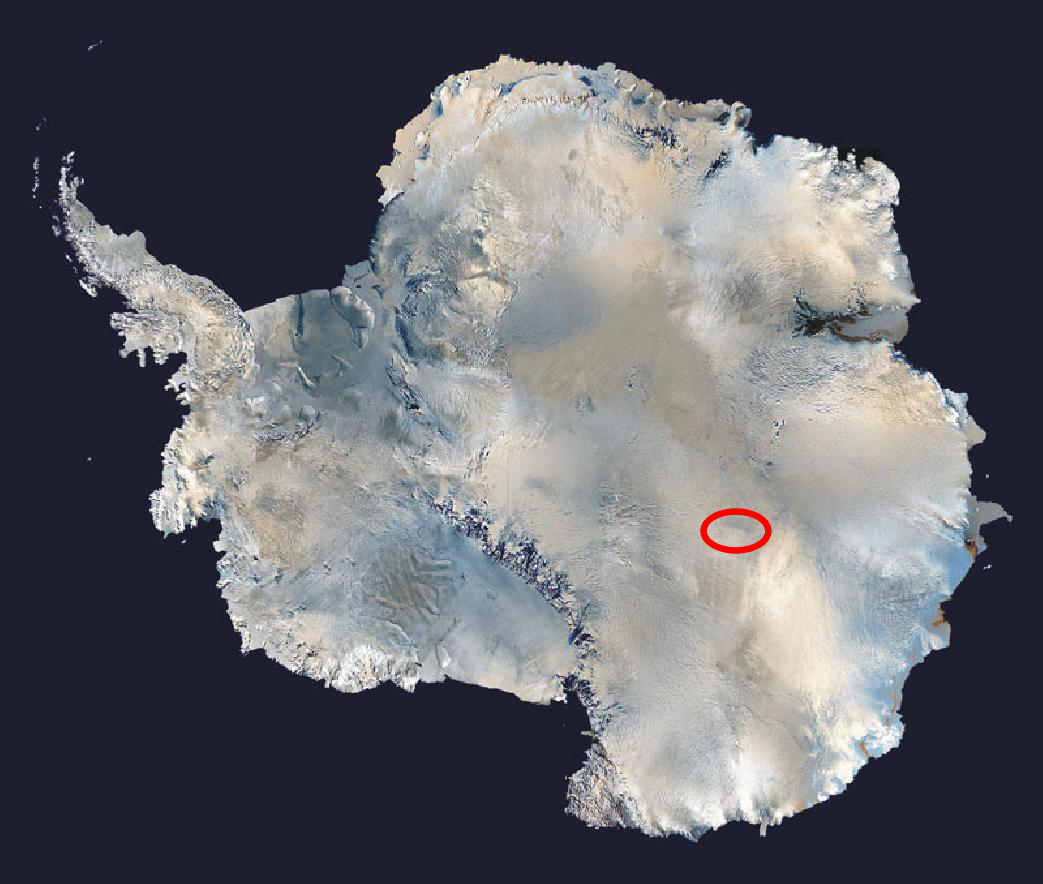
موقعیت دریاچه در قاره جنوبگان

دریاچه وستوک(به روسی: озеро Восток) دریاچه‌ای زیریخی در جنوبگان و بزرگترین دریاچه زیریخی جهان است.

## حفاری روسیه

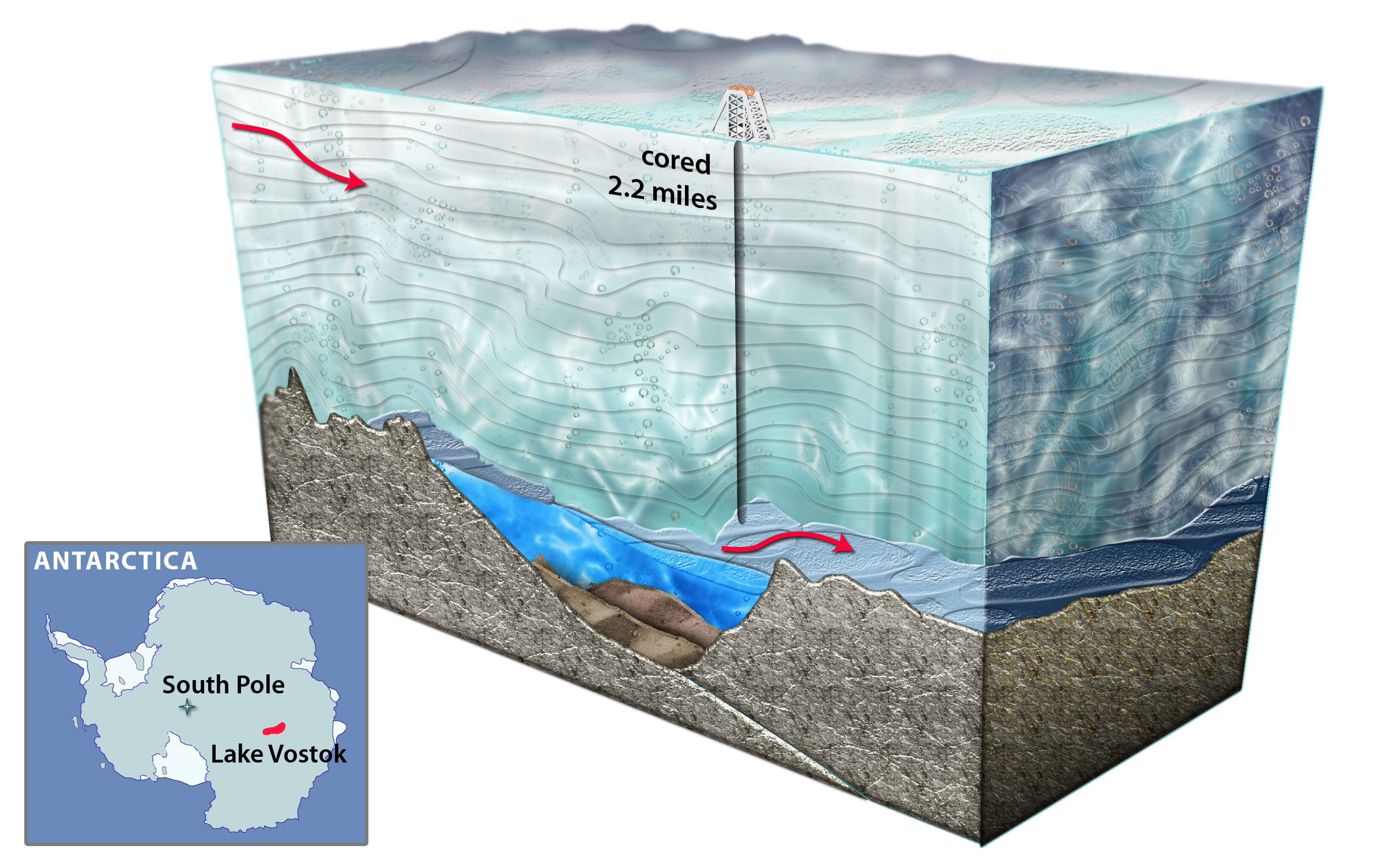

دولت روسیه از دهه نود میلادی حفاری این دریاچه برای رسیدن به آب در زیر کیلومترها یخ را آغاز کرد که با وجود توقف مقطعی اخیراً به صورت ۲۴ ساعته در ۲۰۱۲ ادامه داشته‌است. سازمان‌هایی از برخی دیگر کشورها مانند ناسا از آمریکا نیز همکاری‌هایی داشته‌اند.

## مخالفت‌ها

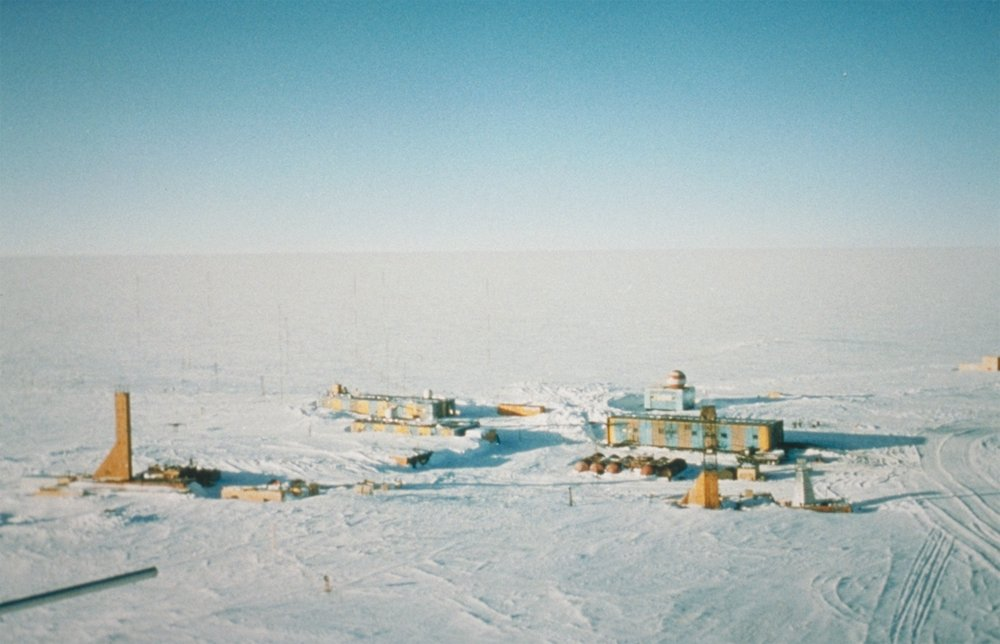
پایگاه وستوک متعلق به روسیه

از آنجا که گفته می‌شود به دلیل یخ زده بودن سطح بالای این دریاچه آب آن پاک‌ترین آب شیرین در دسترس است، گروه‌های حامی محیط زیست از دولت روسیه بخاطر حفاری در این منطقه و احتمال آلوده شدن آب انتقاد کرده‌اند.

## حیات
اگرچه دانشمندان عقیده داشتند دریاچه وستوک که در زیر یخچال‌های قطب جنوب مدفون، بسیارعمیق، تاریک و سرد قرار دارد، مکان کاملاً غیرقابل سکونتی است اما یافته‌های جدید (07/10/2013) خلاف این امر را نشان می‌دهد.
دکتر «اسکات راجرز» استاد علوم زیستی از دانشگاه دولتی «بولینگ گرین» آمریکا و همکارانش، از یک تنوع شگفت انگیز از زندگی و تولید مثل اشکال مختلف حیات در این محیط بسیار خشن خبر داده‌اند.
این محققان، هزاران گونه حیات را از طریق تعیین توالی «DNA» و «RNA» شناسایی کرده‌اند.
راجرز می گوید مرزها در مورد اینکه کجای زمین قابل سکونت و کجای آن غیرقابل سکونت است، در حال تغییر است.